# Àcid isovalèric
L'àcid isovalèric o àcid 3-metilbutanoic, és un compost orgànic amb la fórmula (CH₃)₂CHCH₂CO₂H. De vegades es classifica com un àcid gras. És un líquid incolor poc soluble en aigua però molt soluble en els dissolvents orgànics més comuns. Aquest compost es troba de manera natural incloent en olis essencials.
L'àcid isovalèric fa una olor forta a formatge, però els seus èsters volàtils tenen aromes plaents i es fan servir en perfumeria. S'ha proposat que és l'agent anticonvulsiu de la valeriana. És el principal component de la desagradable pudor dels peus i a la pell es produeix per bacteris quan metabolitzen la leucina.
L'àcid isovalèric és la causa principal de les aromes del vi pel llevat Brettanomyces. Es pot produir per oxidació de les resines del llúpol, o per presència del llevat Brettanomyces.